# Rowlandius lantiguai
Rowlandius lantiguai är en spindeldjursart som först beskrevs av Armas och Abud Antun 1990.  Rowlandius lantiguai ingår i släktet Rowlandius och familjen Hubbardiidae. Inga underarter finns listade i Catalogue of Life.